# Karapyszi
Karapyszi (ukr. Карапиші) – wieś na Ukrainie, w obwodzie kijowskim, w rejonie obuchowskim. W 2001 roku liczyła 3081 mieszkańców.
Miejscowość leży nad rzeką Rosawką, 15 km od Mironówki. Ośrodek przemysłu rolniczego – kołchoz im. Szczorsa, przedsiębiorstwo produkcji torfu i kamieniołom.